# Erich Burgener
Erich Burgener (Raron, Wallis kanton, 1951. február 15. –) svájci labdarúgókapus.

## Pályafutása

### A válogatottban
1973. június 22-én Bernben  mutatkozott be a svájci válogatottban a Skócia elleni barátságos mérkőzésen. Pályafutása során részt vett három Európa-bajnokságon (1976, 1980, 1984) és három világbajnokságon (1978, 1982, 1986). 1973 és 1986 között 64 mérkőzésen lépett pályára a válogatottban.

## Sikerei, díjai
- Svájci bajnok: 1985
- Svájci kupa: 1980–81, 1983–84.